# مشهدی‌ابیش‌لی
مشهدی‌ابیش‌لی (به لاتین: Məşədiibişli) یک منطقه مسکونی در جمهوری آذربایجان است که در شهرستان بردع واقع شده است. مشهدی‌ابیش‌لی ۳۳۰ نفر جمعیت دارد.